# درینکویو

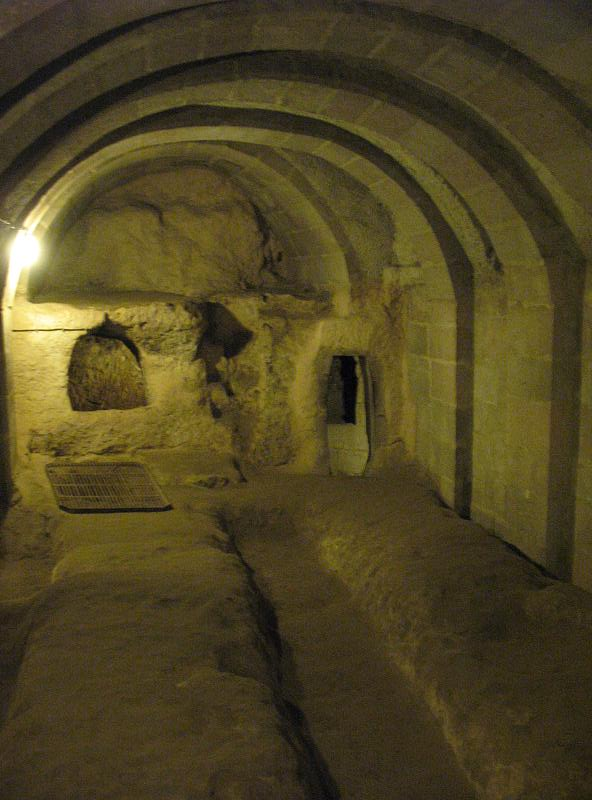
مدرسه‌ای در شهر زیرزمینی درینکویو

شهر زیر زمینی درینکویو، (به انگلیسی: Derinkuyu Underground City) یک شهر باستانی زیرزمینی چند طبقه، بازمانده از دوران فریگی‌ها واقع در منطقه درینکویو در استان نوشهیر ترکیه می‌باشد. این شهر زیرزمینی با عمق حدود ۸۵ متر، قابلیت جا دادن به حدود ۲۰۰۰۰ نفر همراه با دام و منابع غذایی آن‌ها را دارد. درینکویو بزرگترین شهر زیرزمینی کشف شده در ترکیه و از جمله چندین شهر زیرزمینی کشف شده در منطقه کاپادوکیه می‌باشد.
این شهر زیرزمینی در سال ۱۹۶۹ در معرض دید بازدیدکنندگان قرار گرفت، و امروزه حدود نیمی از آن برای توریست‌ها قابل دیدن است.

## مشخصات
در سال ۱۹۶۳ کارگرانی که برای ایجاد ساختمانی؛ به کندن زمین مشغول بودند، ناگهان با چاه یا تونل ژرفی درون زمین روبرو شدند.
شهر زیرزمینی درینکویو قابلیت بسته شدن از داخل توسط درهای سنگی بزرگ را دارد. هر طبقه از شهر نیز می‌تواند به‌طور مجزا توسط این درها بسته شود.
این شهر زیرزمینی قابلیت جا دادن به ۲۰۰۰۰ نفر را دارد و همچنین دارای تمامی امکاناتی است که در دیگر شهرهای زیرزمینی در منطقه کاپادوکیه یافت می‌شود. این امکانات شامل اتاق‌های شراب سازی و روغن کشی، اسطبل، زیرزمین، انباری، سالن غذاخوری و معبد می‌باشد. شهر زیرزمینی درینکویو دارای یک اتاق منحصربه‌فرد وسیع با سقف طاقی در طبقه دوم نیز می‌باشد. از این اتاق به عنوان یک مدرسه تعالیم دینی استفاده می‌شده‌است.
بین طبقات سوم و چهارم یک راه پله عمودی قرار دارد. از این راه می‌توان به یک کلیسا در طبقه زیرین (پنجم) دسترسی پیدا کرد.
یک سیستم تهویه بزرگ ۵۵ متری نیز مورد استفاده قرار می‌گرفته‌است. این سیستم همچنین قابلیت انتقال آب را از شهر زیرزمینی به خارج و از خارج ب اشهر زیرزمینی داشته‌است.